# Danh sách đơn vị hành chính Quảng Đông

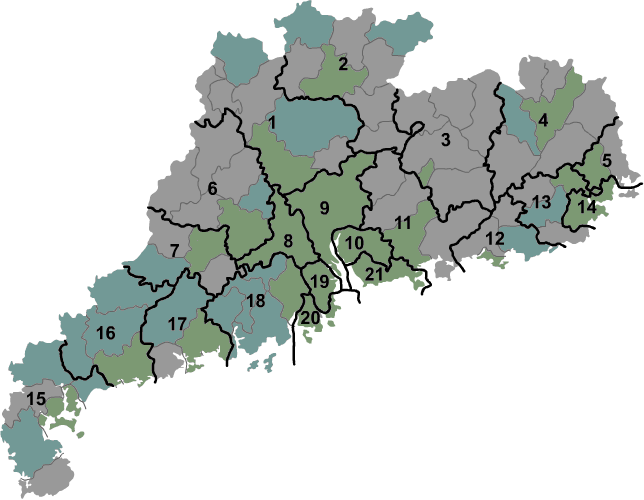
Bản đồ hành chính tỉnh Quảng Đông

Tỉnh Quảng Đông, Trung Quốc được chia ra thành các đơn vị hành chính sau:
- 21 đơn vị cấp địa khu
  - 19 địa cấp thị
  - 2 thành phố cấp phó tỉnh (Quảng Châu và Thâm Quyến)
- 121 đơn vị cấp huyện
  - 23 huyện cấp thị
  - 41 huyện
  - 3 huyện tự trị
  - 54 khu (quận)
- 1585 đơn vị cấp hương
  - 1145 trấn/ thị trấn
  - 4 hương/ xã
  - 7 hương dân tộc
  - 429 nhai đạo

Tất cả các đơn vị hành chính này được giải thích chi tiết trong bài phân cấp hành chính Trung Quốc. Danh sách sau chỉ liệt kê các đơn vị hành chính cấp địa khu và cấp huyện của Quảng Đông.
| Thành phố (địa cấp thị) | Quận | Huyện, thành phố cấp huyện (huyện cấp thị) |
| ----------------------- | --- | --- |
| • Quảng Châu (广州市)   | Việt Tú (越秀区) Lệ Loan (荔湾区) Hải Châu (海珠区) Thiên Hà (天河区) Bạch Vân (白云区) Hoàng Bộ (黄埔区) Phiên Ngung (番禺区) Hoa Đô (花都区) Nam Sa (南沙区) La Cương (萝岗区) | thành phố cấp huyện Tăng Thành (增城市) thành phố cấp huyện Tòng Hóa (从化市) |
| • Thâm Quyến (深圳市)   | Phúc Điền (福田区) La Hồ (罗湖区) Nam Sơn (南山区) Bảo An (宝安区) Long Cương (龙岗区) Diêm Điền (盐田区) Quang Minh tân khu (光明新区) Bình Sơn tân khu (坪山新区)              | không có |
| • Chu Hải (珠海市)      | Hương Châu (香洲区) Đẩu Môn (斗门区) Kim Loan (金湾区) | không có |
| • Sán Đầu (汕头市)      | Kim Bình (金平区) Hào Giang (濠江区) Long Hồ (龙湖区) Triều Dương (潮阳区) Triều Nam (潮南区) Trừng Hải (澄海区)                                                                 | Nam Áo (南澳县) |
| • Thiều Quan (韶关市)   | Trinh Giang 浈江区 Vũ Giang (武江区) Khúc Giang (曲江区) | Lạc Xương (乐昌市) Nam Hùng (南雄市) Thủy Hưng 始兴县 Nhân Hóa (仁化县) Ông Nguyên 翁源县 Tân Phong 新丰县 huyện tự trị dân tộc Dao Nhũ Nguyên (乳源瑶族自治县)                                                                                        |
| • Phật Sơn (佛山市)     | Thiền Thành (禅城区) Nam Hải (南海区) Thuận Đức (顺德区) Tam Thủy (三水区) Cao Minh (高明区)                                                                                     | không có |
| • Giang Môn (江门市)    | Bồng Giang (蓬江区) Giang Hải (江海区) Tân Hội (新会区) | Ân Bình (恩平市) Đài Sơn (台山市) Khai Bình (开平市) Hạc Sơn 鹤山市 |
| • Trạm Giang (湛江市)   | Xích Khảm (赤坎区) Hà Sơn 霞山区 Pha Đầu 坡头区 Ma Chương 麻章区 | Ngô Xuyên 吴川市 Liêm Giang 廉江市 thành phố cấp huyện Lôi Châu (雷州市) Toại Khê 遂溪县 Từ Văn 徐闻县 |
| • Mậu Danh (茂名市)     | Mậu Nam (茂南区) Mậu Cảng (茂港区) | thành phố cấp huyện Hóa Châu (化州市) Tín Nghi 信宜市 thành phố cấp huyện Cao Châu (高州市) Điện Bạch (电白县) |
| • Triệu Khánh (肇庆市)  | Đoan Châu (端州区) Đỉnh Hồ (鼎湖区) | thành phố cấp huyện Cao Yếu (高要市) thành phố cấp huyện Tứ Hội (四会市) Quảng Ninh (广宁县) Hoài Tập 怀集县 Phong Khai 封开县 Đức Khánh (德庆县) |
| • Huệ Châu (惠州市)     | Huệ Thành (惠城区) Huệ Dương (惠阳区) | Bác La 博罗县 Huệ Đông (惠东县) Long Môn (龙门县) |
| • Mai Châu (梅州市)     | Mai Giang (梅江区) | thành phố cấp huyện Hưng Ninh (兴宁市) huyện Mai (梅县) Đại Bộ (大埔县) Phong Thuận 丰顺县 Ngũ Hoa (五华县) Bình Viễn 平远县 Tiêu Lĩnh 蕉岭县 |
| • Sán Vĩ (汕尾市)       | Thành khu (城区) | Lục Phong 陆丰市 Hải Phong 海丰县 Lục Hà 陆河县 |
| • Hà Nguyên (河源市)    | Nguyên Thành (源城区) | Tử Kim 紫金县 Long Xuyên (龙川县) Liên Bình 连平县 Hòa Bình (和平县) Đông Nguyên (东源县) |
| • Dương Giang (阳江市)  | Giang Thành (江城区) | thành phố cấp huyện Dương Xuân (阳春市) Dương Tây (阳西县) Dương Đông (阳东县) |
| • Thanh Viễn (清远市)   | Thanh Thành (清城区) | thành phố cấp huyện Anh Đức (英德市) thành phố cấp huyện Liên Châu (连州市) Phật Cương (佛冈县) Dương Sơn (阳山县) Thanh Tân (清新县) huyện tự trị dân tộc Choang Dao Liên Sơn (连山壮族瑶族自治县) huyện tự trị dân tộc Dao Liên Nam (连南瑶族自治县) |
| • Đông Hoản (东莞市)    | Nam Thành (南城区) Hoản Thành (莞城区) Vạn Giang (万江区) Đông Thành (东城区) | không có |
| • Trung Sơn (中山市)    | Đông (东区) Thạch Kỳ (石岐区) Tây (西区) Nam (南区) Ngũ Quế Sơn (五桂山区) | 18 trấn trực thuộc địa cấp thị Khu khai phát công nghệ cao Hỏa Cự (火炬高技术产业开发区) |
| • Triều Châu (潮州市)   | Tương Kiều 湘桥区 | Triều An 潮安县 Nhiêu Bình 饶平县 |
| • Yết Dương (揭阳市)    | Dong Thành (榕城区) | Phổ Ninh 普宁市 Yết Đông (揭东县) Yết Tây (揭西县) Huệ Lai (惠来县) |
| • Vân Phù (云浮市)      | Vân Thành (云城区) | La Định 罗定市 Vân An (云安县) Tân Hưng (新兴县) Úc Nam 郁南县 |